# داستان‌های ماشین تحریر
داستان‌های ماشین تحریر (به انگلیسی: Uncommon Type: Some Stories) کتابی نوشته تام هنکس هنرپیشه، کمدین، کارگردان، دوبلور و نویسندهٔ آمریکایی است که سال ۲۰۱۷ میلادی در آمریکا چاپ شده‌است. تام هنکس برای خلق داستان‌های این کتاب از ماشین تحریرهایش الهام گرفته‌است. رسانه‌های مهم و معتبر جهانی مانند نیویورک تایمز، گاردین و تایم به کتاب داستان‌های ماشین تحریر پرداختند.

## معرفی
داستان‌های ماشین تحریر نخستین کتاب تام هنکس شامل ۱۷ داستان کوتاه است. هنکس پیش از این نوشته‌هایش را در نیویورک‌تایمز و مجلهٔ نیویورکر منتشر می‌کرد. این مجموعه دربارهٔ زندگی است، غم و خوشی با روایت‌هایی جذاب و طنزآمیز. در داستان‌های ماشین‌تحریر بیش از هر چیز با یک نویسنده طرفیم. این اثر پس از انتشار در آمریکا، با استقبال گستردهٔ مخاطبان مواجه شد و در فهرست پرفروش‌های نیویورک تایمز و آمازون قرار گرفت.

## مضمون
داستان‌های ماشین تحریر مجموعه داستانی است که تام هنکس نوشتنش را از مجموعهٔ ماشین تحریرهایش الهام گرفته؛ داستان‌هایی دربارهٔ یک گروه از دوستان، کهنه‌سرباز سال‌های جنگ جهانی دوم و زخم‌های عاطفی و جسمانی‌اش، بازیگر رده دومی که ناگهان به شهرت می‌رسد، مطالب روزنامه‌نگار یک روزنامهٔ محلی و رویارویی با مدرنیسم و چهار دوست که سوار بر سفینه‌شان به فضا می‌روند و ماه را دور می‌زنند.
ماشین‌تحریر برای بسیاری نمودی است از پیشه‌وری، زیبایی و هویتی منحصربه فرد که در این دنیای مدرن، کمتر از گذشته به چشم می‌خورد. هنکس در این اثر با چیره‌دستی، روایت‌هایی خلق کرده که او را به صدایی در ادبیات معاصر جهان تبدیل می‌کنند.
بر اساس گزارش‌های منتشر شده تام هنکس علاقه‌ای خاص به جمع‌آوری ماشین‌تحریر دارد. انواع آن‌ها را از دهه‌های ۱۹۳۰، ۱۹۴۰ و ۱۹۵۰ جمع کرده. او از ماشین‌تحریر برای نوشتن‌های غیرضروری روزانه از جمله درست کردن فهرست کارهایی که باید انجام شوند استفاده می‌کند. علاقهٔ تام هنکس به ماشین‌تحریر به همین‌جا ختم نمی‌شود. او با نوشتن مجموعه‌داستانی که ماشین‌تحریر در آن نقشی پررنگ دارد، وارد دنیای داستان‌نویسی شده‌است. به گفتهٔ تام هنکس نگارش این مجموعه حدود دو سال طول کشیده. او از هر فرصتی در سفرهای تفریحی و کاری برای نگارش این مجموعه‌داستان استفاده کرده‌است.
کتاب داستان‌های ماشین تحریر اثر تام هنکس با چند ترجمه مختلف به فارسی عرضه شده‌است.